# Термюнтерзейл
Термюнтерзейл (нід. Termunterzijl, нід. вимова: [tɛrˈmɵntərˌzɛil]) — село в нідерландській провінції Гронінген. Входить до складу муніципалітету Емсделта.
Його площа становить 0,33км², а населення станом на 2021 рік складало 295 осіб.
Перша згадка про населений пункт датується 1660-им роком.

## Галерея

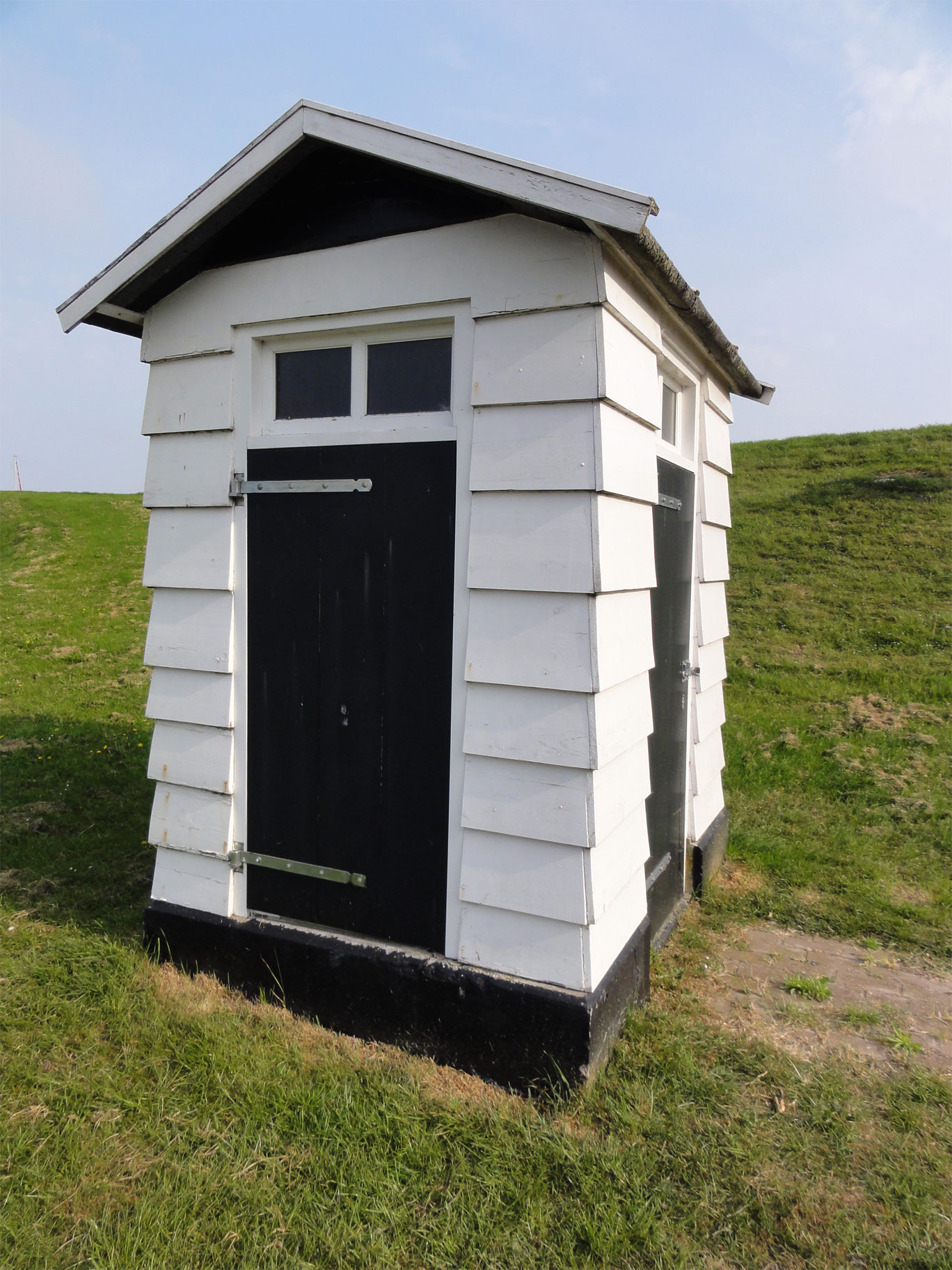
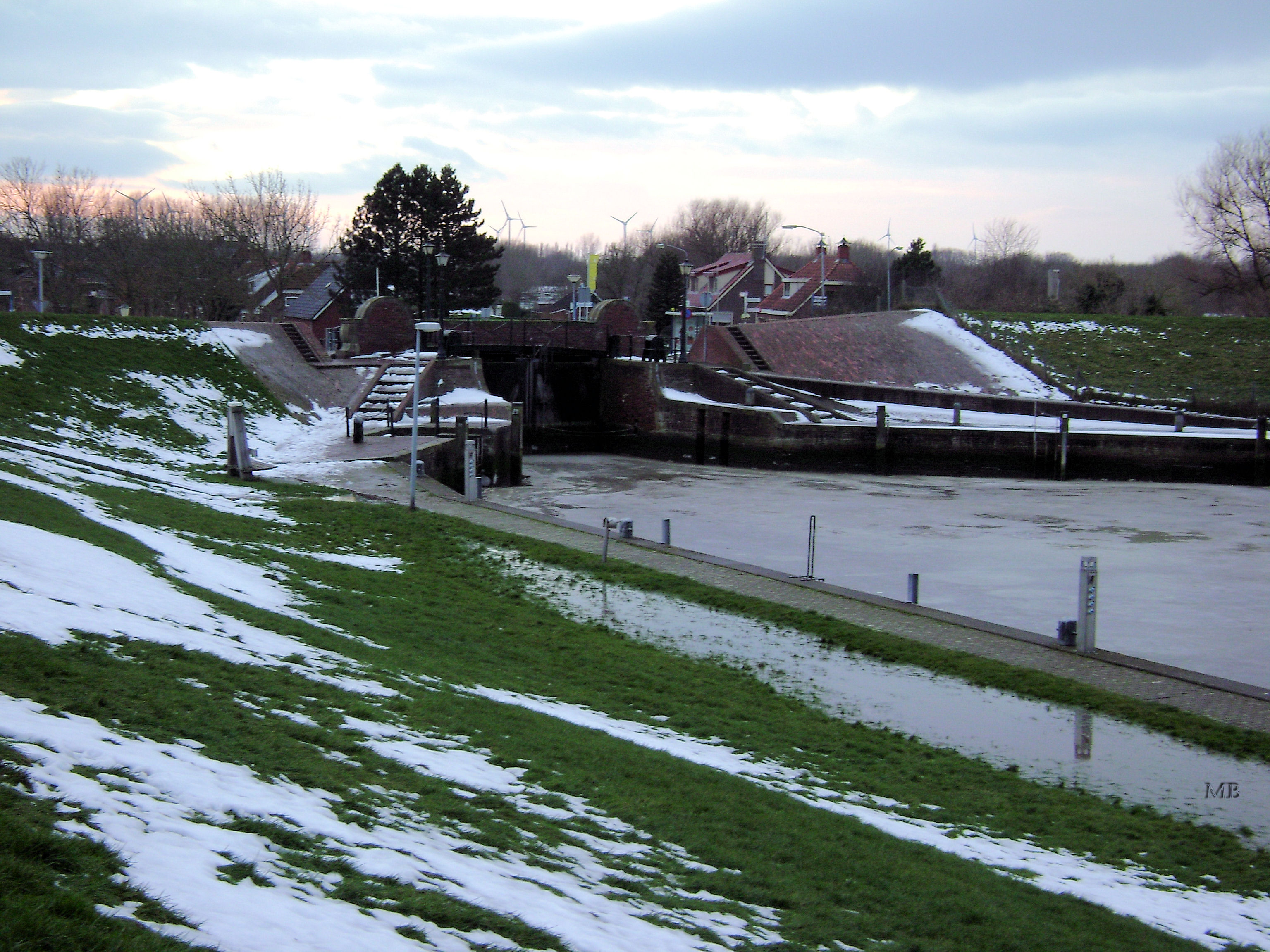
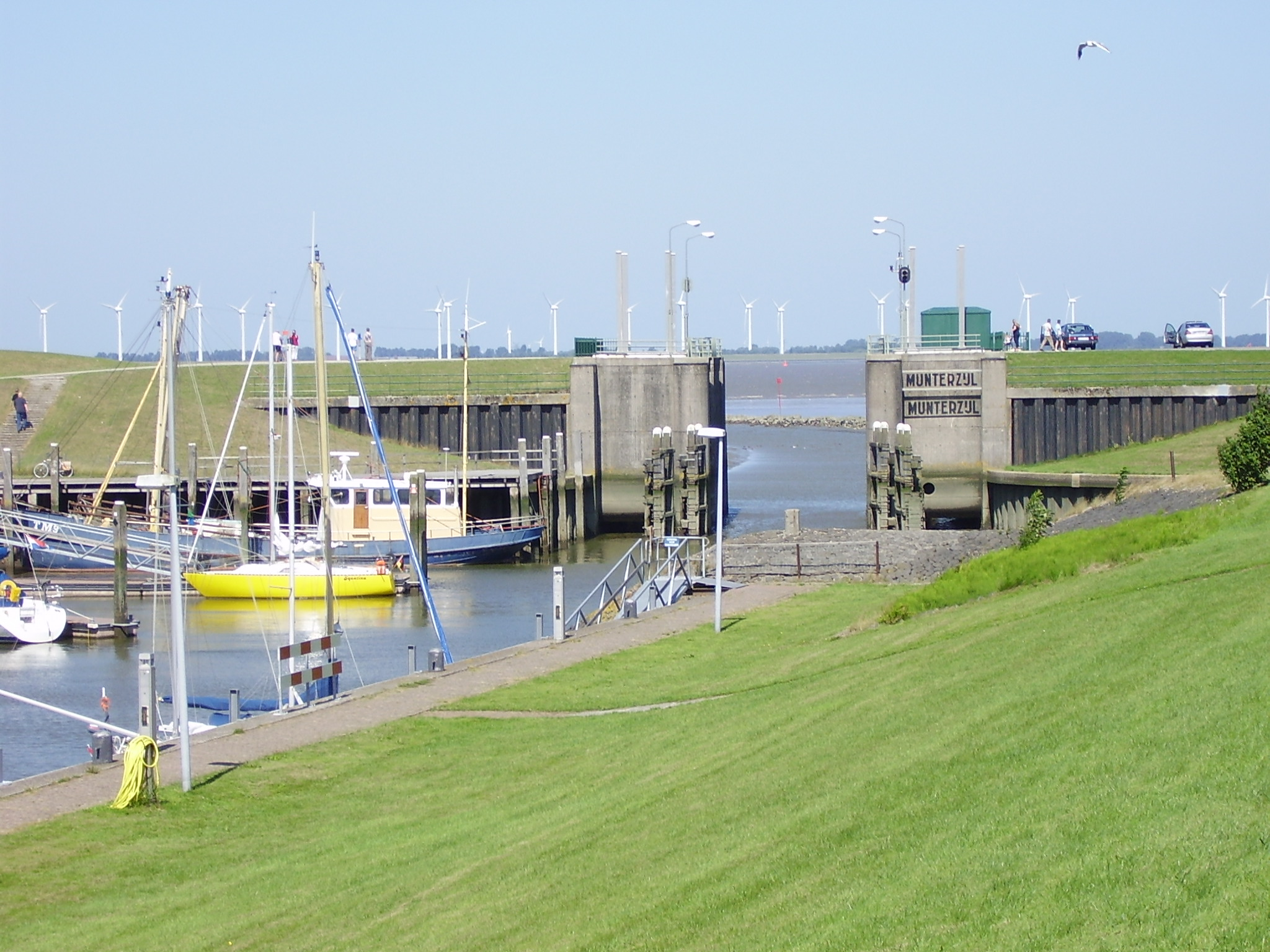
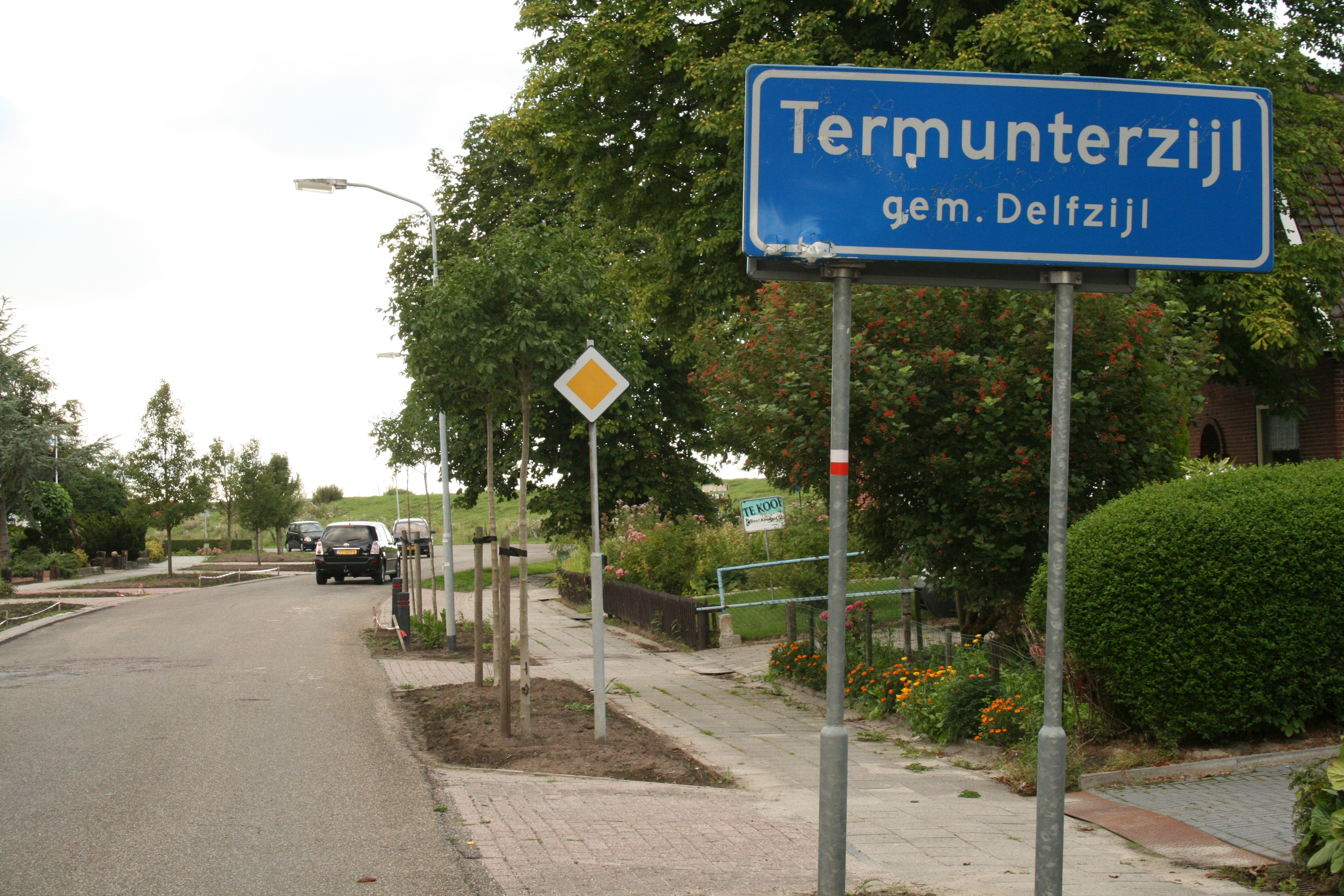